# Canoë-kayak aux Jeux olympiques d'été de 2012 - C1 200 mètres hommes
Navigation
Rio de Janeiro 2016
L'épreuve masculine du C1 200 mètres des Jeux olympiques d'été 2012 de Londres se déroule au Dorney Lake, du 10 au 11 août 2012. Jevgenij Shuklin qui s'est classé 2e de l'épreuve de C-1 200 m, est disqualifié par le CIO le 12 juin 2019 pour dopage après réanalyse de ses échantillons (présence de déhydrochlorméthyltestostérone ou oral-turinabol). Les médailles sont réattribuées en 2021 au Russe Ivan Shtyl pour l'argent et à l'Espagnol Sete Benavides pour le bronze.

## Format de la compétition
« La compétition débute avec quatre éliminatoires. Les cinq meilleurs bateaux de chaque éliminatoire ainsi que le sixième plus rapide sont qualifiés pour deux demi-finales et les autres sont éliminés. Les quatre meilleurs bateaux de chaque demi-finale se qualifient pour la finale A et les autres pour la finale B. »

## Programme
Tous les temps correspondent à l'UTC+1
| Date                  | Horaire         | Manche              |
| --------------------- | --------------- | ------------------- |
| Vendredi 10 août 2012 | 09 h 51 11 h 16 | Séries Demi-finales |
| Samedi 11 août 2012   | 09 h 47         | Finale              |

## Résultats

### Séries

#### Série 1
| Rang | Athlète             | Pays        | Temps    | Notes |
| ---- | ------------------- | ----------- | -------- | ----- |
| 1    | Mathieu Goubel      | France      | 41 s 248 | Q, OB |
| 2    | Andrzej Jezierski   | Irlande     | 41 s 404 | Q     |
| 3    | Naoya Sakamoto      | Japon       | 41 s 528 | Q     |
| 4    | Jason McCoombs      | Canada      | 41 s 742 | Q     |
| 5    | Ronilson Oliveira   | Brésil      | 42 s 216 | Q     |
| 6    | Sebastian Marczak   | Australie   | 42 s 845 | Q     |
| 7    | Valentin Demyanenko | Azerbaïdjan | 44 s 194 |       |

#### Série 2
| Rang | Athlète            | Pays            | Temps    | Notes |
| ---- | ------------------ | --------------- | -------- | ----- |
| 1    | Ivan Shtyl         | Russie          | 41 s 378 | Q     |
| 2    | Sebastian Brendel  | Allemagne       | 41 s 511 | Q     |
| 3    | Richard Jefferies  | Grande-Bretagne | 42 s 516 | Q     |
| 4    | Everardo Cristóbal | Mexique         | 44 s 459 | Q     |
| 5    | Piotr Kuleta       | Pologne         | 44 s 645 | Q     |
| 6    | Nelson Henriques   | Angola          | 55 s 268 | Q     |

#### Série 3
| Rang | Athlète                  | Pays        | Temps    | Notes |
| ---- | ------------------------ | ----------- | -------- | ----- |
| 1    | Sete Benavides           | Espagne     | 40 s 993 | Q, OB |
| 2    | Dzianis Harazha          | Biélorussie | 41 s 290 | Q     |
| 3    | Li Qiang                 | Chine       | 42 s 004 | Q     |
| 4    | Vadim Menkov             | Ouzbékistan | 42 s 171 | Q     |
| 5    | Ľubomír Hagara           | Slovaquie   | 43 s 507 | Q     |
| 6    | Rudolph Berking-Williams | Samoa       | 51 s 483 | Q     |

#### Série 4
| Rang | Athlète           | Pays       | Temps    | Notes |
| ---- | ----------------- | ---------- | -------- | ----- |
| 1    | Yuriy Cheban      | Ukraine    | 41 s 036 | Q     |
| 2    | Jevgenij Shuklin  | Lituanie   | 41 s 288 | Q     |
| 3    | Alexandr Dyadchuk | Kazakhstan | 43 s 204 | Q     |
| 4    | Khaled Houcine    | Tunisie    | 44 s 395 | Q     |
| 5    | Attila Vajda      | Hongrie    | 44 s 761 | Q     |
| 6    | Ndiatte Gueye     | Sénégal    | 51 s 708 | Q     |

### Demi-finales

#### Demi-finale 1
| Rang | Athlète           | Pays        | Temps    | Notes |
| ---- | ----------------- | ----------- | -------- | ----- |
| 1    | Jevgenij Shuklin  | Lituanie    | 41 s 483 | Q     |
| 2    | Mathieu Goubel    | France      | 41 s 938 | Q     |
| 3    | Li Qiang          | Chine       | 42 s 149 |       |
| 4    | Sebastian Brendel | Allemagne   | 42 s 161 |       |
| 5    | Ronilson Oliveira | Brésil      | 42 s 560 |       |
| 6    | Vadim Menkov      | Ouzbékistan | 42 s 944 |       |
| 7    | Piotr Kuleta      | Pologne     | 45 s 348 |       |
| 8    | Ndiatte Gueye     | Sénégal     | 50 s 798 |       |

#### Demi-finale 2
| Rang | Athlète           | Pays       | Temps    | Notes |
| ---- | ----------------- | ---------- | -------- | ----- |
| 1    | Ivan Shtyl        | Russie     | 40 s 346 | Q, OB |
| 2    | Sete Benavides    | Espagne    | 40 s 619 | Q     |
| 3    | Ľubomír Hagara    | Slovaquie  | 41 s 472 | q     |
| 4    | Andrzej Jezierski | Irlande    | 42 s 012 |       |
| 5    | Alexandr Dyadchuk | Kazakhstan | 42 s 359 |       |
| 6    | Sebastian Marczak | Australie  | 43 s 441 |       |
| 7    | Khaled Houcine    | Tunisie    | 44 s 373 |       |
| 8    | Nelson Henriques  | Angola     | 50 s 876 |       |

#### Demi-finale 3
| Rang | Athlète                  | Pays            | Temps    | Notes |
| ---- | ------------------------ | --------------- | -------- | ----- |
| 1    | Yuriy Cheban             | Ukraine         | 40 s 647 | Q     |
| 2    | Dzianis Harazha          | Biélorussie     | 41 s 427 | Q     |
| 3    | Naoya Sakamoto           | Japon           | 41 s 771 | q     |
| 4    | Jason McCoombs           | Canada          | 42 s 255 |       |
| 5    | Attila Vajda             | Hongrie         | 42 s 970 |       |
| 6    | Richard Jefferies        | Grande-Bretagne | 43 s 213 |       |
| 7    | Everardo Cristóbal       | Mexique         | 44 s 571 |       |
| 8    | Rudolph Berking-Williams | Samoa           | 54 s 471 |       |

### Finales

#### Finale A
| Rang                                | Athlète          | Pays        | Temps    | Notes |
| ----------------------------------- | ---------------- | ----------- | -------- | ----- |
| Médaille d'or, Jeux olympiques      | Yuriy Cheban     | Ukraine     | 42 s 291 |       |
| Médaille d'argent, Jeux olympiques  | Jevgenij Shuklin | Lituanie    | 42 s 792 |       |
| Médaille de bronze, Jeux olympiques | Ivan Shtyl       | Russie      | 42 s 853 |       |
| 4                                   | Sete Benavides   | Espagne     | 43 s 038 |       |
| 5                                   | Dzianis Harazha  | Biélorussie | 43 s 545 |       |
| 6                                   | Ľubomír Hagara   | Slovaquie   | 43 s 977 |       |
| 7                                   | Mathieu Goubel   | France      | 44 s 045 |       |
| 8                                   | Naoya Sakamoto   | Japon       | 44 s 699 |       |

#### Finale B
| Rang | Athlète           | Pays        | Temps    | Notes |
| ---- | ----------------- | ----------- | -------- | ----- |
| 1    | Andrzej Jezierski | Irlande     | 44 s 041 |       |
| 2    | Vadim Menkov      | Ouzbékistan | 44 s 168 |       |
| 3    | Attila Vajda      | Hongrie     | 44 s 466 |       |
| 4    | Ronilson Oliveira | Brésil      | 44 s 586 |       |
| 5    | Jason McCoombs    | Canada      | 44 s 973 |       |
| 6    | Alexandr Dyadchuk | Kazakhstan  | 45 s 283 |       |
| 7    | Sebastian Brendel | Allemagne   | 45 s 852 |       |
| 8    | Li Qiang          | Chine       | 47 s 295 |       |

## Sources
- Le site officiel du Comité international olympique
- Site officiel de Londres 2012